# 第19回サウスイースタン映画批評家協会賞
 19th SEFCA Awards 

2010年12月13日

作品賞: 

 ソーシャル・ネットワーク 
第19回サウスイースタン映画批評家協会賞は、サウスイースタン映画批評家協会が2010年の映画の映画に贈る賞であり、2010年12月13日に発表された。

## トップ10作品
1. 『ソーシャル・ネットワーク』
2. 『英国王のスピーチ』
3. 『ウィンターズ・ボーン』
4. 『ブラック・スワン』
5. 『インセプション』
6. 『トゥルー・グリット』
7. 『トイ・ストーリー3』
8. 『127時間』
9. 『ザ・ファイター』
10. 『キッズ・オールライト』

## 受賞一覧
主演男優賞
- コリン・ファース - 『英国王のスピーチ』
  - 次点: ジェームズ・フランコ - 『127時間』

主演女優賞
- ナタリー・ポートマン - 『ブラック・スワン』
  - 次点: ジェニファー・ローレンス - 『ウィンターズ・ボーン』

アニメ映画賞
- 『トイ・ストーリー3』
  - 次点: 『ヒックとドラゴン』

撮影賞
- 『トゥルー・グリット』 - ロジャー・ディーキンス
  - 次点: 『インセプション』 - ウォーリー・フィスター

監督賞
- デヴィッド・フィンチャー - 『ソーシャル・ネットワーク』
  - 次点: クリストファー・ノーラン - 『インセプション』

ドキュメンタリー映画賞
- 『インサイド・ジョブ 世界不況の知られざる真実』
  - 次点: 『イグジット・スルー・ザ・ギフトショップ』

アンサンブル賞
- 『ソーシャル・ネットワーク』
  - 次点: 『ウィンターズ・ボーン』

作品賞
- 『ソーシャル・ネットワーク』
  - 次点: 『英国王のスピーチ』

外国語映画賞
- 『母なる証明』 -  韓国
  - 次点: 『BIUTIFUL』 -  メキシコ

脚色賞
- 『ソーシャル・ネットワーク』 - アーロン・ソーキン
  - 次点: 『ウィンターズ・ボーン』 - デブラ・グラニック、アン・ロッセリーニ

オリジナル脚本賞
- 『英国王のスピーチ』 - デヴィッド・サイドラー
  - 次点: 『インセプション』 - クリストファー・ノーラン

助演男優賞
- ジェフリー・ラッシュ - 『英国王のスピーチ』
  - 次点: クリスチャン・ベール - 『ザ・ファイター』

助演女優賞
- ヘイリー・スタインフェルド - 『トゥルー・グリット』
  - 次点: メリッサ・レオ - 『ザ・ファイター』